# Carretão

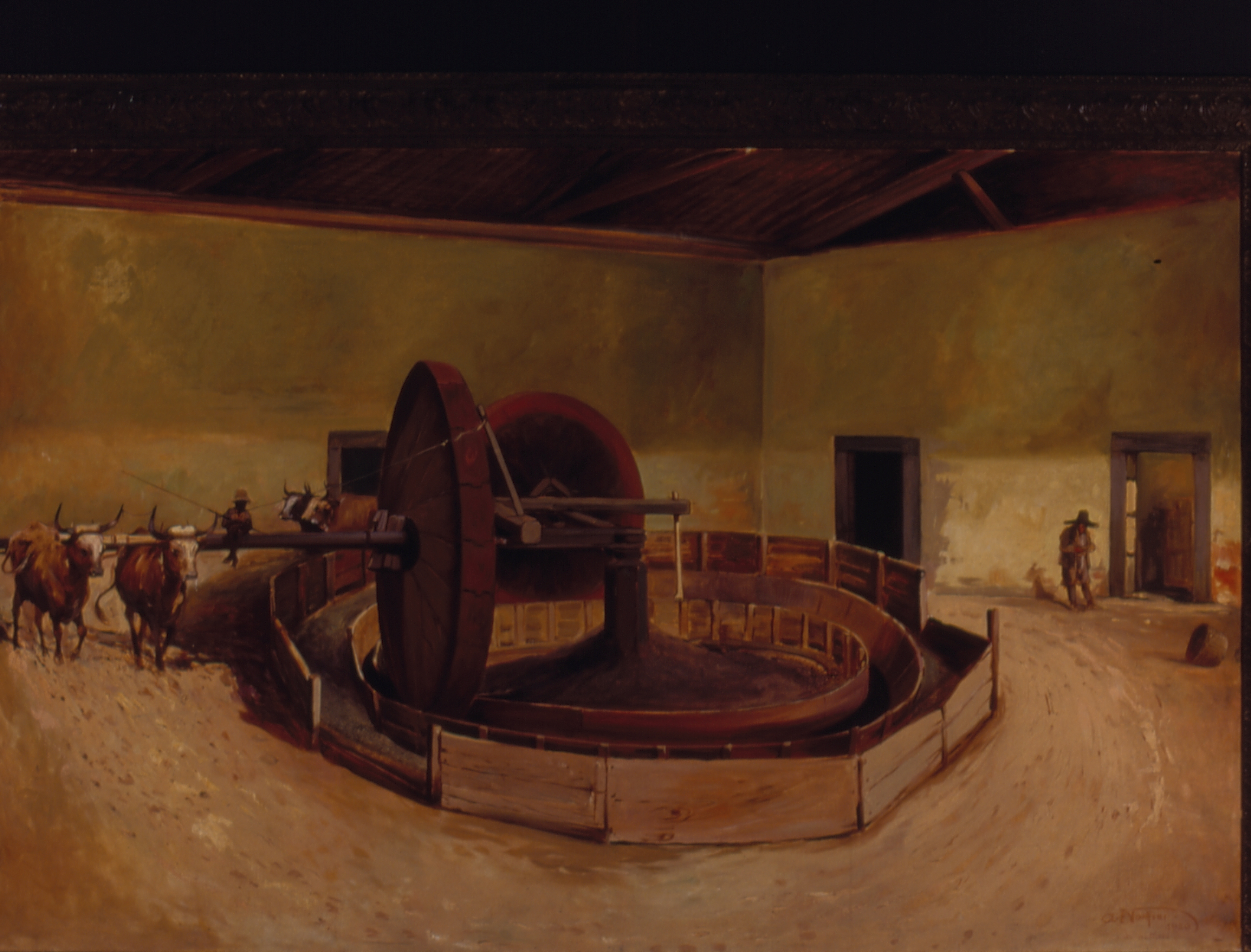
Carretão para beneficiar café, em quadro de Alfredo Norfini.

Carretão (também chamado "ribas", "ripes" ou "rodeio") é uma máquina normalmente de tração animal destinada ao beneficiamento e moagem de grãos. No início do século XIX, foi o principal equipamento baseado na força animal para a produção de café no Brasil.
Essa máquina era usada para descascar os grãos de café, quando estes já haviam secado. O uso do carretão representou um ganho de produtividade na produção cafeeira, ao suplantar mão-de-obra humana.

## Funcionamento
Em sua coleção História do Café, Afonso d'Escragnolle Taunay descreve o funcionamento do carretão como:

[um engenho com uma calha circular na qual] atritavam por escorregamento lentíssimo regulado pelo passo tardo dos ruminantes [...] duas immensas rodas de cabreúva, pesadíssimas, sobre o café em côco [...] Com o tempo [acrescenta o historiador] o ripes (riba) ou carretão modificou-se [...] e a força propulsora antigamente animada foi substituída pela hidráulica.
A produção com o uso do carretão foi considerada lenta e associada à destruição de grãos.

## Componentes
Para o funcionamento do carretão, eram necessários:
- um suporte central, chamado "mourão" ou "pião";
- uma roda de madeira, ou "rigola", colocada sobre o suporte central;
- um garfo de madeira para mover os grãos;
- uma peça boleada de madeira para conduzir os animais;
- uma prensa.